# 卡瓦库尔塔
卡瓦库尔塔（義大利語：Cavacurta），是意大利洛迪省的一个市镇。总面积7平方公里，人口886人，人口密度126.6人/平方公里（2009年）。ISTAT代码为098016。